# Rivoli

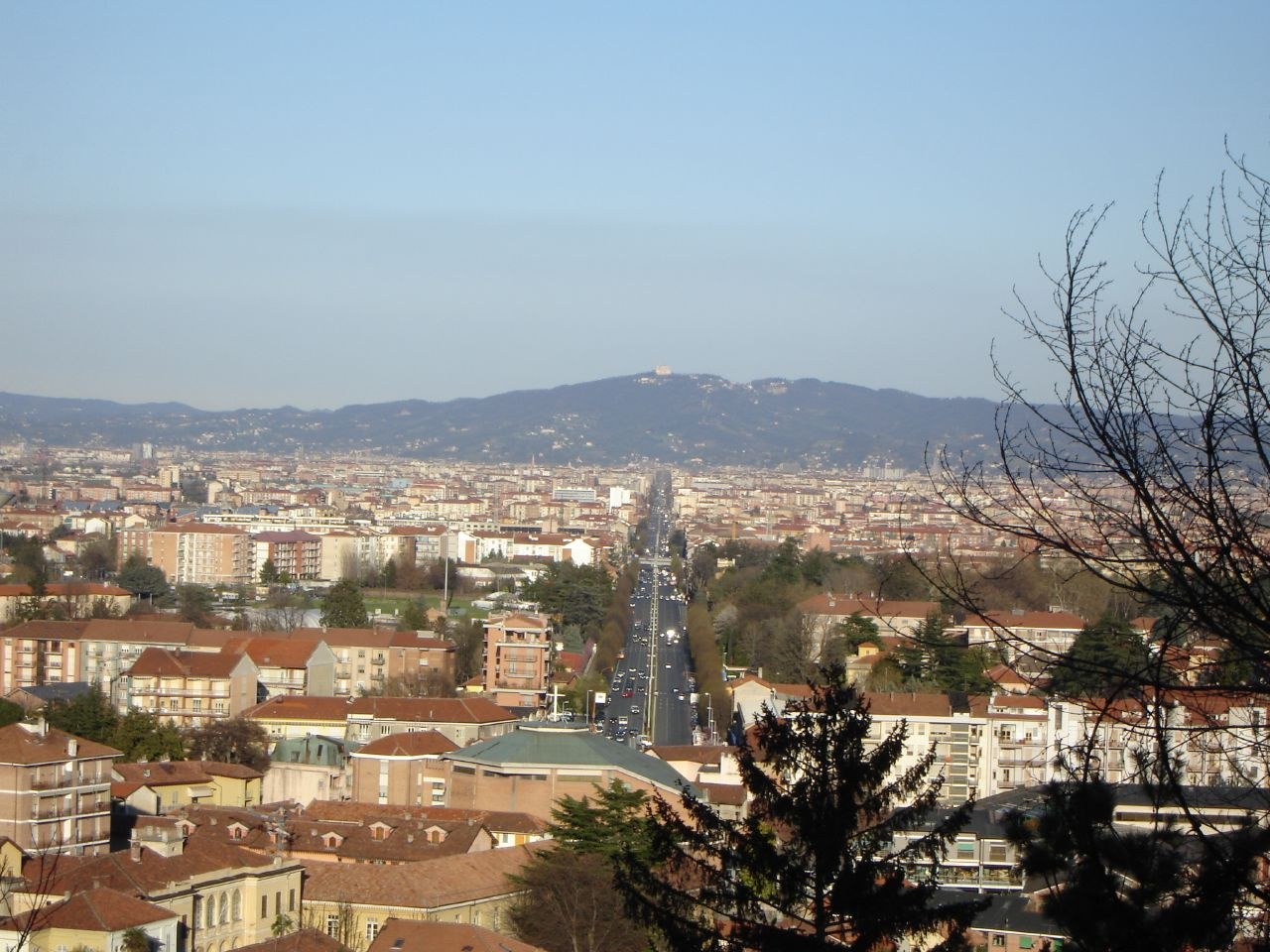
Blick vom Schloss über die Stadt

Rivoli (piemontesisch Rìvole, lateinisch Ripulae) ist eine Stadt in der italienischen Metropolitanstadt Turin (TO), Region Piemont.

## Lage und Einwohner
Rivoli hat 46.799 Einwohner (Stand 31. Dezember 2023) und liegt knapp 20 km westlich von Turin im Nordwesten Italiens.
Der Hügel, auf dem heute das Schloss von Rivoli (Castello di Rivoli) steht, wurde in der Eiszeit geformt. Er ist der letzte Ausläufer der Alpen am Beginn des Susatals (Val di Susa), über der Poebene, in der sich der größte Teil der Stadt erstreckt.
Die Nachbargemeinden sind Turin, Pianezza, Caselette, Alpignano, Collegno, Rosta, Grugliasco, Villarbasse, Rivalta di Torino und Orbassano.

## Geschichte
Im ersten Jahrhundert v. Chr. wurde an der Stelle des heutigen Rivoli ein römischer Stützpunkt an der Straße von Augusta Taurinorum (Turin) nach Gallien gegründet. 312 n. Chr. trafen bei Rivoli zum ersten Mal die Armeen von Konstantin und Maxentius aufeinander.
996 bestätigte Kaiser Otto III. Bischof Amizone von Turin den Besitz des Curtis Rivole. 1247 wurden die Savoia Herren von Rivoli, die den Ort mit einer Stadtmauer befestigten. Sie begannen mit der Errichtung der Burg. Im 16. und 17. Jahrhundert wurde Rivoli mehrmals von den Franzosen zerstört. Nach dem Frieden von Utrecht gab Herzog Viktor Amadeus II. den Neubau der Residenz in Rivoli in Auftrag.
Vom 14. bis 15. Januar 1797 fand im Ersten Koalitionskrieg in der Nähe der Stadt die Schlacht bei Rivoli statt. Napoleon Bonaparte konnte ein zahlenmäßig überlegenes habsburgisches Heer schlagen. Die Schlacht führte in ihrer Folge zur vollständigen Besetzung Norditaliens.
Nach dem Zweiten Weltkrieg wurde von der amerikanischen Militärverwaltung 1945 in Rivoli ein DP-Lager eingerichtet für jüdische Displaced Persons (DP), die nach Norditalien geflüchtet waren. In dem Lager, das von der UNRRA verwaltet wurde lebten zeitweise bis zu 1650 DPs.

## Sehenswürdigkeiten

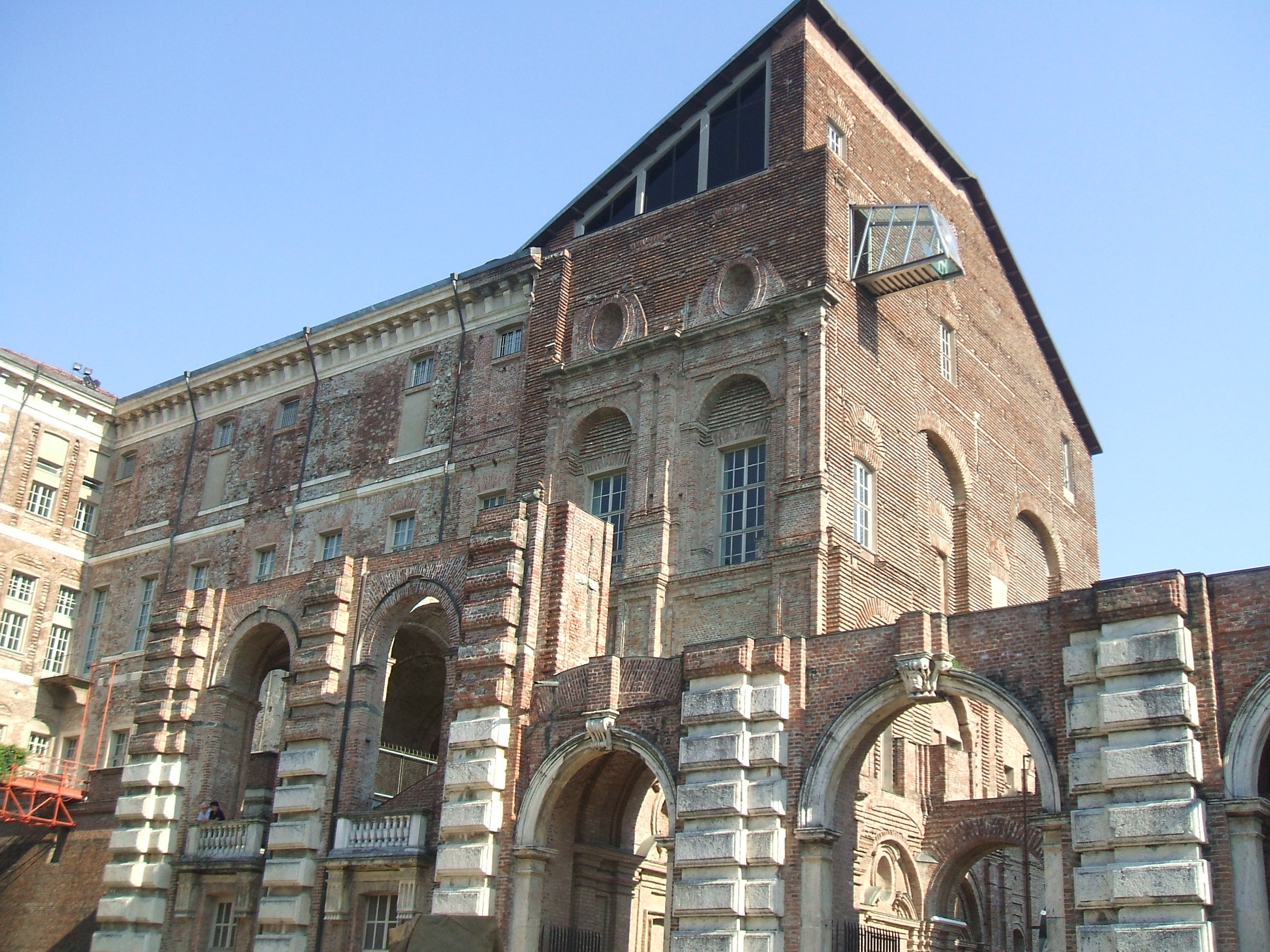
Castello di Rivoli

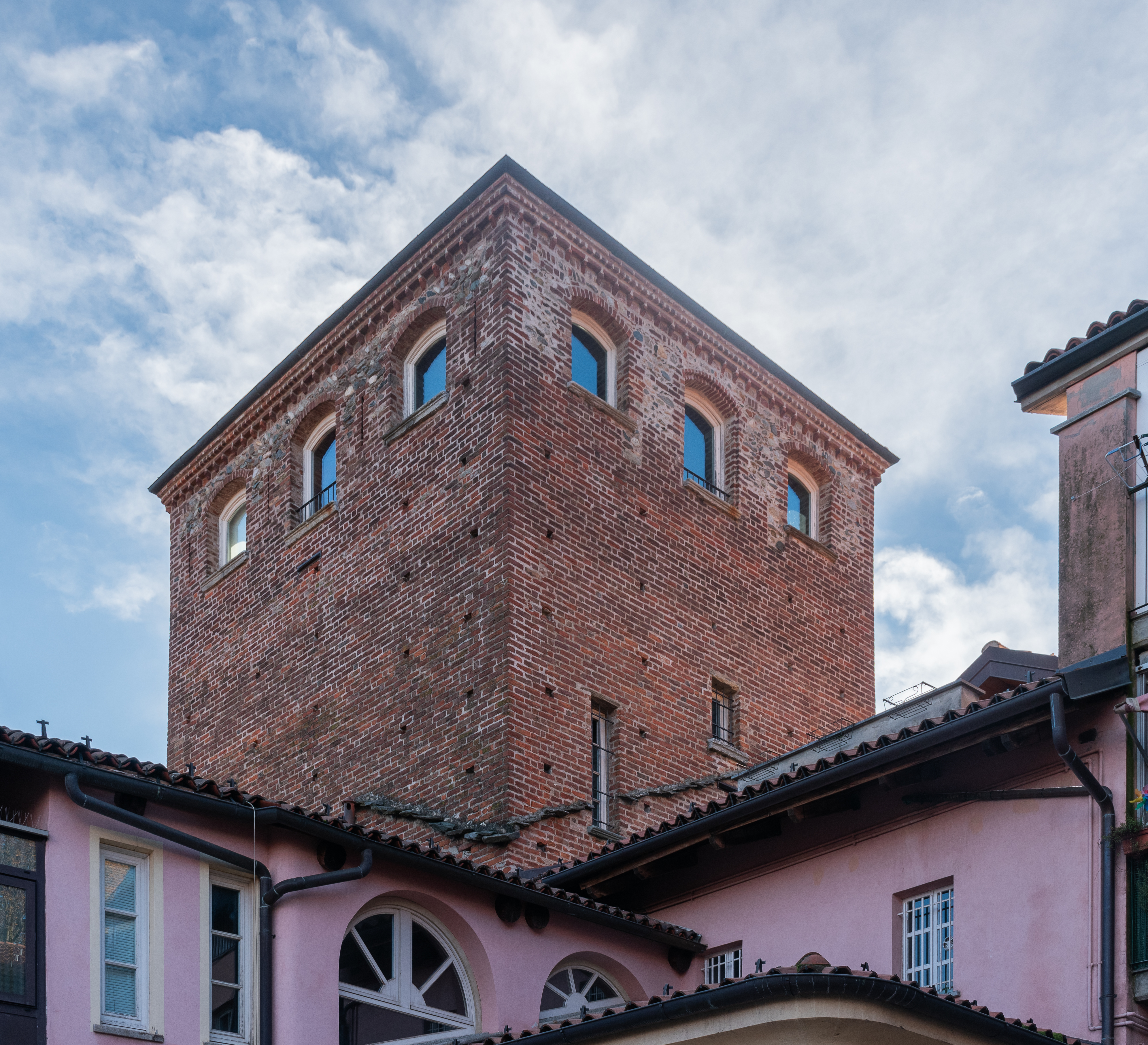
Torre della Filanda

Das Castello di Rivoli stammt ursprünglich aus dem 13. Jahrhundert. Es wurde mehrmals zerstört. Herzog Viktor Amadeus II. von Savoyen gab 1718 Filippo Juvarra den Auftrag für den Neubau der Residenz die allerdings wegen finanzieller Schwierigkeiten nicht vollendet wurde. 1792 machte Carlo Randoni die Bauruine bewohnbar. Ab 1979 ließ die Region Piemont das Schloss renovieren und bis 1984 das Museum für moderne Kunst (Museo di Arte Contemporanea) einrichten. Dieses war schon bald einer der wichtigsten Plätze europäischer zeitgenössischer Kunst und beinhaltet Dauerausstellungen international angesehener Künstler. Die fragmentarischen Rokokofresken bilden einen reizvollen Kontrast zu den modernen Installationen. 1991 wurde das bisher 38 Säle umfassende Museum um den dritten Stock des Manica Lunga (langer Flügel), einem früher als Pinakothek genutzten Nebengebäude des Schlosses, erweitert. Der lange Flügel ist 140 Meter lang und 7 Meter breit, beherbergt temporäre Ausstellungen und verfügt über einen Sitzungssaal, eine Bibliothek, eine Videothek, Unterrichtslabore, Büchershops, Lesesäle und eine Caffetteria. Das gesamte Museum im Schloss umfasst heute eine Ausstellungsfläche von rund 7000 Quadratmetern. Das Schloss gehört seit 1997 als Teil der Residenzen des Hauses Savoyen zum UNESCO-Welterbe.
Der Corso Francia wurde als Straße von Turin nach Frankreich errichtet. Noch heute verbindet dieser über eine 12 km langen geraden Strecke Rivoli mit Turin.

## Städtepartnerschaften
Rivoli unterhält mit folgenden Städten Partnerschaften:
- Montélimar, Frankreich
- Ravensburg, Deutschland
- Mollet del Vallès, Spanien
- Kranj, Slowenien

## Persönlichkeiten
- Karl Emanuel I. (1562–1630), Herzog von Savoyen
- Viktor Amadeus II. (1666–1732), König von Sizilien und Sardinien
- André Masséna (1758–1817), von Napoleon Bonaparte zum französischen Herzog von Rivoli ernannt
- Ada Pace (1924–2016), Automobilrennfahrerin
- Rita Grande (* 1975), Tennisspielerin
- Federico Gatti (* 1998), Fußballspieler